# Volodymyr Pavlovskyy
Volodymyr Pavlovskyy (en ukrainien : Володимир Станіславович Павловський), né le 14 avril 1980 à Brovary, est un rameur ukrainien.

Il participe aux Jeux olympiques d'été de 2008 et à ceux de 2012. 